# Pello (gemeente)
Pello is een gemeente in het Finse landschap Lapland.
De gemeente heeft een totale oppervlakte van 1.737,73 km² en telt 3.262 inwoners (2022). Tot 1949 luidde de naam Tortula. In 1736 passeerde hier een Franse expeditie onder leiding van Pierre Louis Moreau de Maupertuis op weg naar het verdere noorden. Pello is tevens de naam van het grootste dorp en bestuurscentrum van de gemeente.

## Galerij

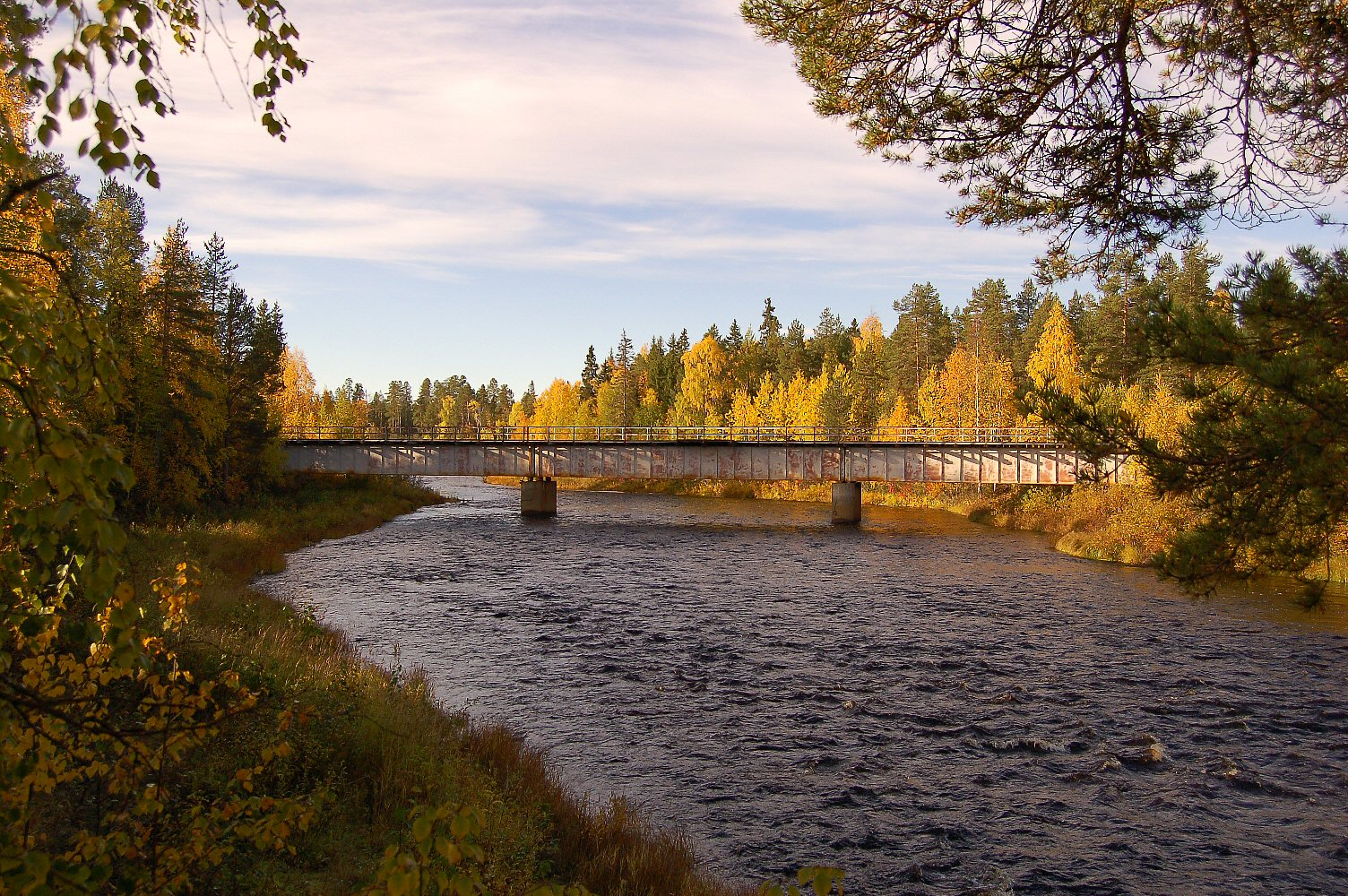
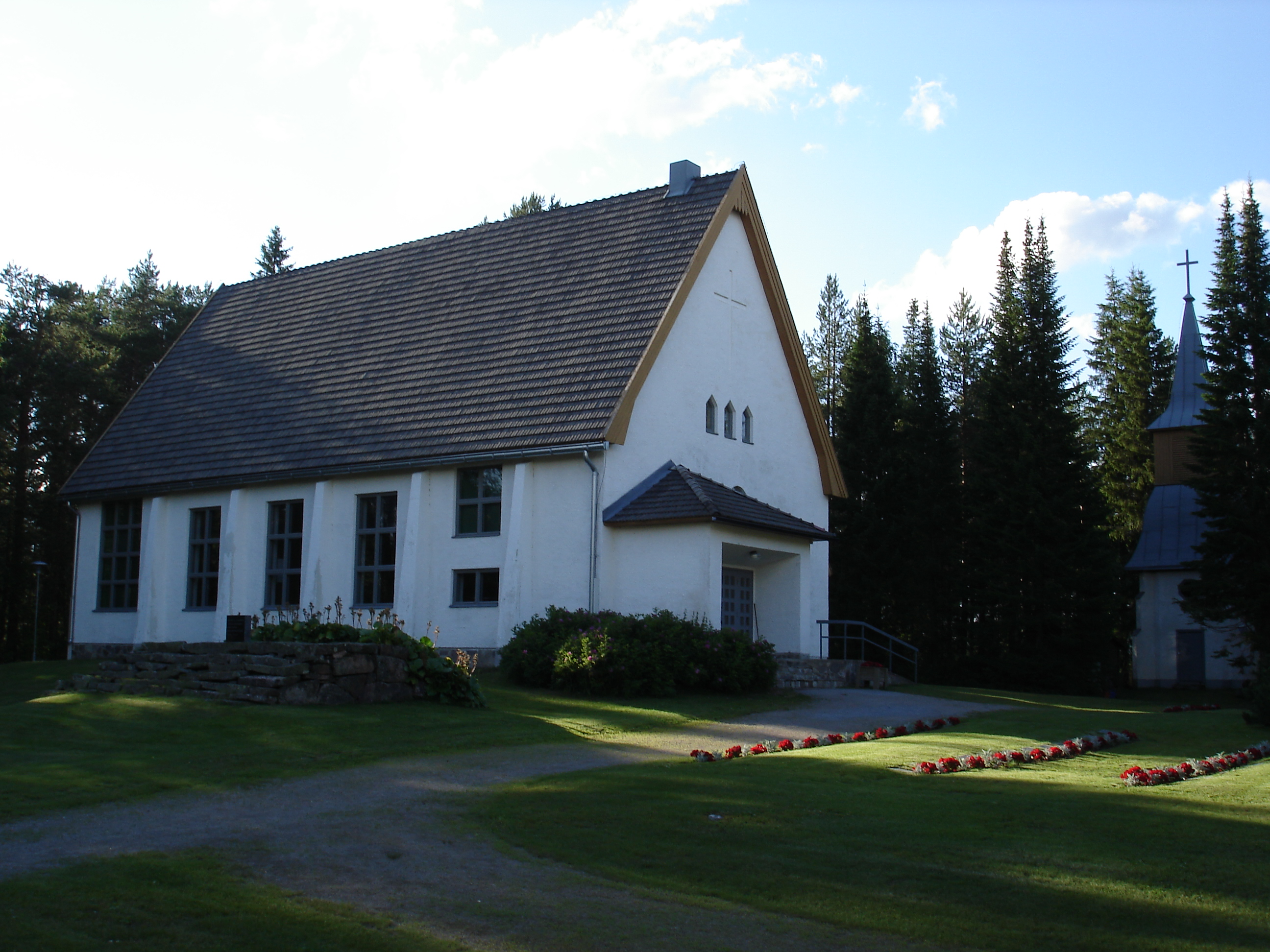
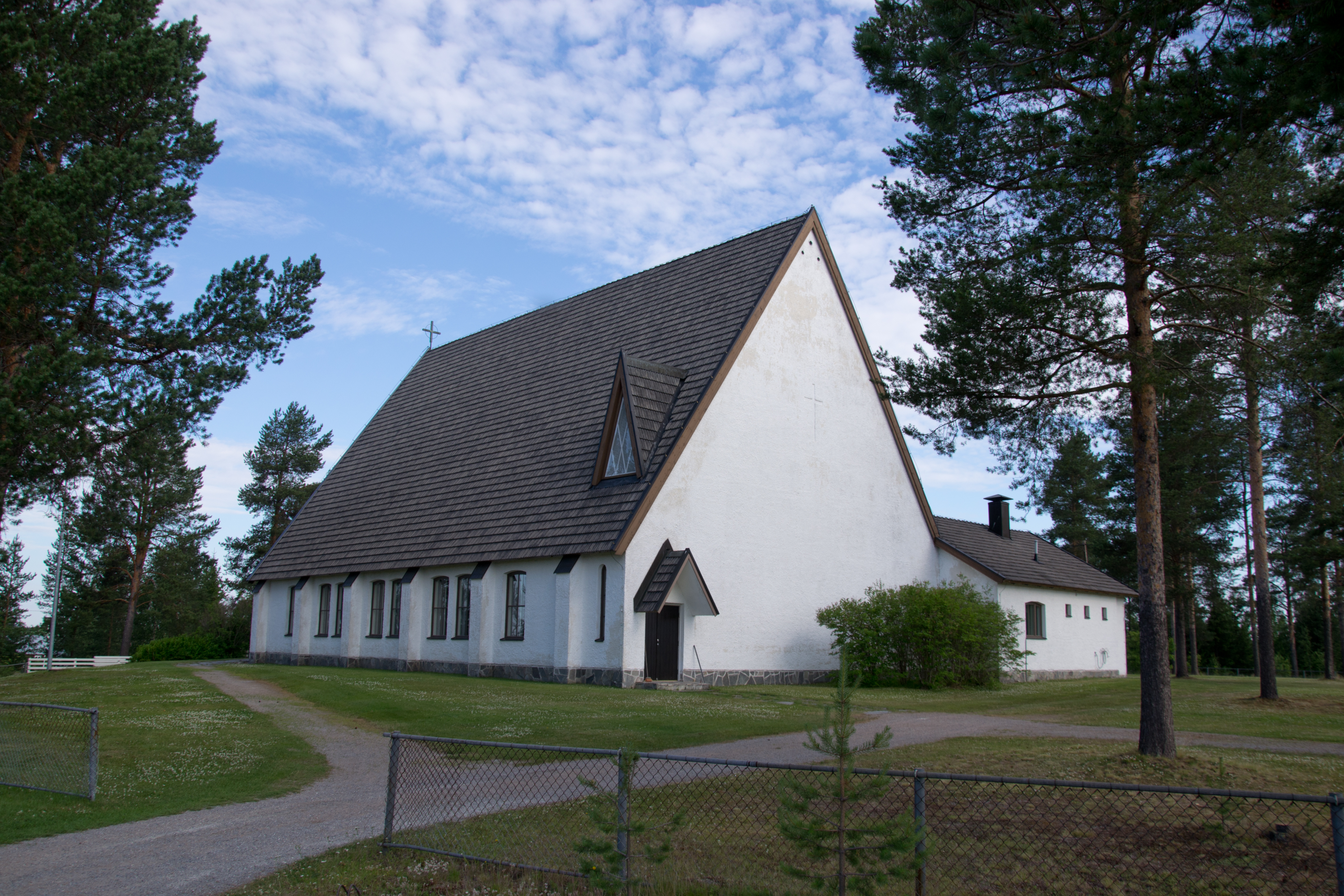
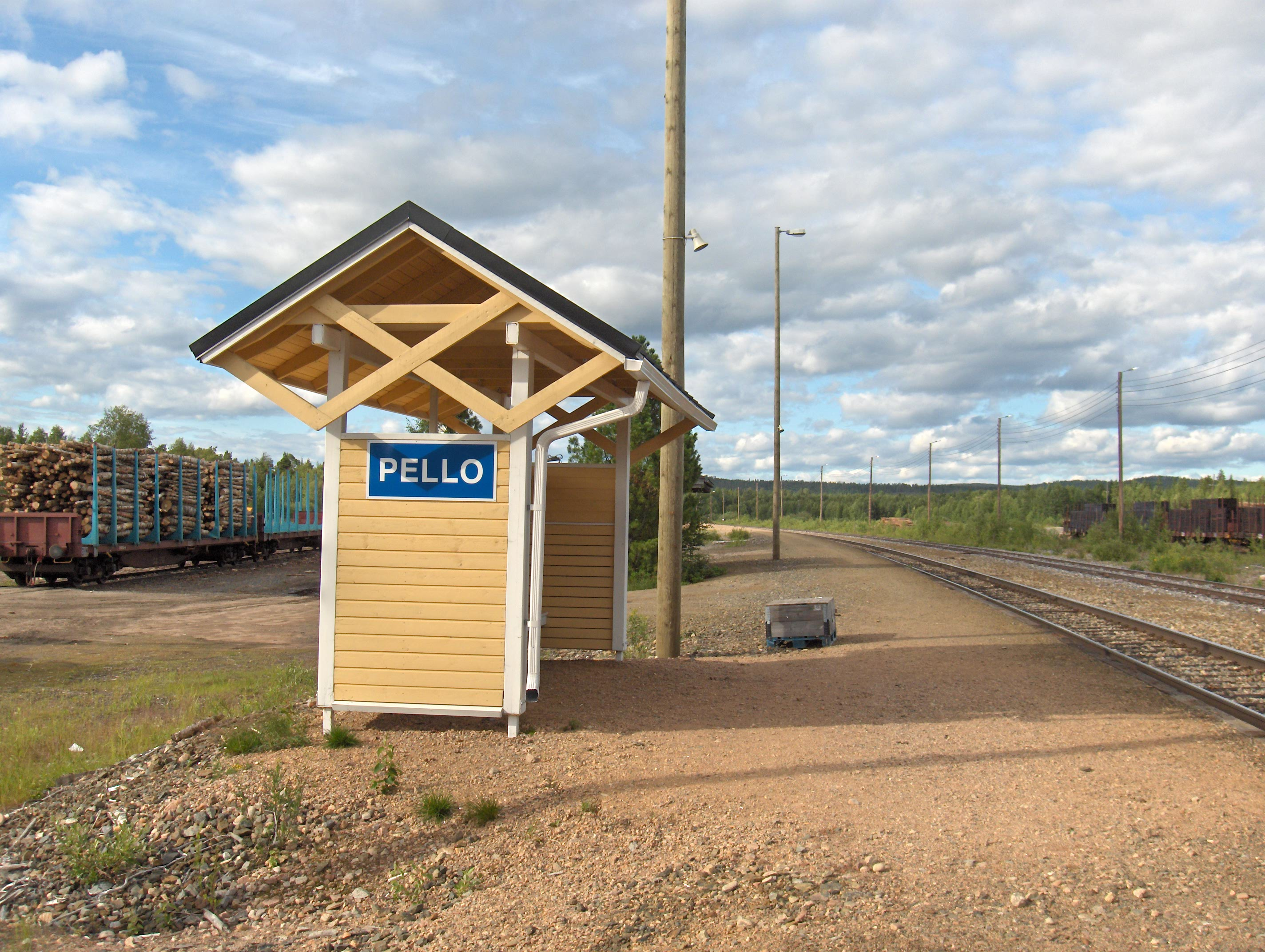

## Geboren in Pello
- Paavo Lipponen (1941), politicus